# Frederic al II-lea, Duce de Anhalt
Frederic al II-lea (germană Herzog Friedrich II von Anhalt) (19 august 1856 - 22 aprilie 1918) a fost Duce de Anhalt din 1904 până în 1918.